# Химна Обале Слоноваче
Песма Абиџана (фр. L'Abidjanaise) назив је за националну химну Обале Слоноваче.
Усвојена је законом број 60-207 27. јула 1960. године, карактер химне је одобрен чланом 29 устава Друге Републике Обале Слоноваче. Музику за националну химну је компоновао игуман Пјер-Мишел Панго. Текст химне се приписује игуману Пјеру-Мари Котију али и министру Метјуу Ванга Екри који је извршио неколико корекција у самом тексту химне. Текст националне химне је написан у лиричком облику, са доста патриотских мотива, изражавајући слике, негујући вредности земљишта Обале Слоноваче, као што је нада, мир, достојанство и „истинско братство”.

## Историја
Национална химна је усвојена 1960. године након независности Обале Слоноваче под именом „Песма Абиџана” (фр. L'Abidjanaise) упркос чињеници да се у том времену, у Абиџану, није налазио највећи економски капитал. Ова национална химна је веома снажно мотивисана са значајном дозом патриотизма и под утицајем религије. Оригинални текст химне написао је Пјер-Мари Коти док је адаптацију и допуну истог извршио тадашњи министар Метју Ванга Екра. Музику је компоновао игуман Пјер-Мишел Панго, узимајући као модел француску националну химну „Марсељезу”.
Између 2007. и 2009. године, под вођством Лорена Гбагбоа, доведена је у питање замена „Песме Абиџана” у „Оду завичају” (фр. L'Ode à la patrie) која би била коришћена као нова национална химна Обале Слоноваче. „Ода завичају” (фр. L'Ode à la patrie) је последњи предлог нове химне сачињен 2002. године, након почетка Првог грађанског рата у Обали Слоноваче, и био је предложен 2003. године. „Оду завичају” певали су присталице шефа државе и емитована је на Радио-телевизији Обале Слоноваче, што није био случај за „Песму Абиџана” све до 2007. године, иако је она и даље остала званична национална химна. Пројекат замене није заживео, и актуелна химна никада није била званично замењена. „Ода завичају” се, међутим, користила и даље на новој државној телевизији за време политичке кризе у Обали Слоноваче од 2010. до 2011. године.
Године 2013. организован је научни симпозијум за време обележавања двадесете годишњице смрти игумана Пјера-Мишела Пангоа. Овај научни симпозијум окупља научнике, историчаре, социологе и бројне стручне музикологе како би се преиспитале информације у вези историје националне химне „Песма Абиџана” и њених аутора. Закључци направљени на овом научном скупу су да је творац оригиналног текста националне химне Обале Слоноваче првобитно био игуман Пјер-Мари Коти, речи које је он написао, састављене у сладу са музиком, коју је компоновао игуман Пјер-Мишел Панго. Управо то дело, које се састоји од два прелата, је освојило статус националне химне Обале Слоноваче на такмичењу које је организовано 1959. године. Министар Метју Ванда Екра је наводно направио одређене корекције у односу на оригинални текст. Закључци симпозијума су уручени властима Обале Слоноваче и у њима се наводи да је призната комозиција игумана Пјера-Мари Котија, који је у међувремену пребачен као епископ у граду Далоа, признајући му допринос као творцу текста националне химне Обале Слоноваче почев од 1960. године као и признање корекције текста од стране министра Метју Ванда Екре. У закључку симпозијума се, међутим, ни на једној страни не наводи допринос Јоакима Бонија националној химни.

## Коришћења и обичаји
Ако музичар, на приватним обележавањима, изабере да химну не интонира користећи комбинацију инструменталног и вокалног дела химне или користи вокалну верзију али са неформалним речима у том случају „Песма Абиџана” треба да буде спев, са музиком или без ње у ваздуху. Химна може да се користи током прославних активности или празника али у том случају, та особа или група људи, мора да прати све званичне церемоније са државним и приватним активностима као и гледање телевизијског програма, посебно излагање председника Обале Слоноваче. Такође, химна може да се користи за спортске догађаје у земљи и иностранству у складу са протоколним процедурама.
Током интонирања химне, сви мушкарци и жене треба да устану, да окрену главу ка застави Обале Слоноваче, уколико је присутна када се химна интонира, да стоје усправно са рукама постављеним поред тела а усмерених ка ногама, студенти не треба да скрећу поглед са заставе док се интонирање химне не заврши у потпуности. Униформисана лица треба да ураде војни поздрав након завршетка прве строфе националне химне.
Уобичајено је да студенти буду постављени као координатори трајања интонирања химне. Химна достиже свој врхунац у последњем рефрену химне а пре завршетка последње строфе химне. Када се ода пошта бојама заставе (често у владиним и невладиним институцијама Обале Слоноваче), онда је то знак да је достигнут врхунац химне и да је иста интонирана до своје последње строфе обично пропраћена мелодијом првог хора. У зависности од околности, првом хору се може придодати и други, који се може интонирати након изричитог захтева учесника.
Када свира оркестар националне жандармерије, мелодија тихо (фр. garde-à-vous) треба да претходи националној химни. Мелодију је компоновао Жан-Жозеф Панго и Пјер-Мишел Панго. Мелодија тихо се не пева али има следећи смисао:

| Текст на француском                                      | Превод на српски                             |
| -------------------------------------------------------- | -------------------------------------------- |
| À l'appel de la nation, répondons tous d'un même présent | Апел нацији, одговорни смо за вашу садашњост |

## Текст химне
„Песма Абиџана” се састоји од пет куплета и два рефрена који се преплићу наизменично у сваки стих. Током државних активности са званичним лицима обично се само први стих интонира. Рефрени који за њиме следе се ретко изводе а још ређе су познати широј јавности.
Пуна верзија „Песме Абиџана” гласи овако:

| Званичан текст на француском | Текст на ноучију | Превод на српски                                                      |
| --- | --- | --------------------------------------------------------------------- |
| Premier couplet Salut Ô terre d'espérance; Pays de l'hospitalité. Tes légions remplies de vaillance Ont relevé ta dignité. Tes fils, chère Côte d'Ivoire, Fiers artisans de ta grandeur, Tous rassemblés pour ta gloire Te bâtiront dans le bonheur. Premier refrain Fiers Ivoiriens, le pays nous appelle. Si nous avons dans la paix ramené la liberté, Notre devoir sera d'être un modèle De l'espérance promise à l'humanité, En forgeant, unie dans la foi nouvelle, La patrie de la vraie fraternité. Deuxième couplet À toi noble Côte d'Ivoire, Ô grand pays des bonnes gens ! Nous apportons dans la victoire, L’hommage de nos cœurs ardents. Dans l’amitié des peuples frères, Dieu guide nous vers l’idéal, Soumise à la devise chère : Union, discipline, travail. Deuxième refrain Pour ta grandeur, riche et noble patrie, Nous marcherons de l’avant, pleins d’amour et pleins de foi. De cœurs unis, au cours de notre vie, Nous œuvrerons dans l’honneur pour le juste droit, De cœurs unis au cours de notre vie, À tes appels nous serons tous présents. Troisième couplet À tous nos compagnons de route, À l’aube de ce jour tombés, Pour que ne règne plus le doute, Mais la foi, la fraternité. À tous nos bataillons d’élite, Dans la tombe aujourd’hui couchés, Ô peuple tout entier redites : Amour, honneur, fidélité. Premier refrain Quatrième couplet Et que ton drapeau nous unisse, Que ton amour nous fortifie, Car pour toi seul nous voulons vivre, Et pour toi combattre et mourir. Et vous, fière et noble jeunesse, De tous les horizons connus, Suivez toujours cette sagesse, de nos ainés qui ne sont plus. Deuxième refrain Cinquième couplet A nous qu’anime l’espérance, En ton avenir lumineux, Redonne toujours l’assurance, De nous conduire en peuple heureux. Et nous irons de par le monde, Semer ton nom et tes bienfaits, En clamant sur toutes les ondes, Que sur ton sol règne la paix. Premier refrain | Premier couplet Voici mon Gbô Dougou sans dégbahure Glôki te tous les soutrays. Tes kokas gbés de cracrahure Ont reguigui ta djidjité. Tes fris Gopios Côte d'Ivoire Fans Djobeurs de ta Doungbahure Tous en Gbonhi pour que tu Djafoule Vont te Kpata dans l'Enjaillement. Premier refrain Fros Ivoiriens, le Glôki nous kpokpo Soyons Djawlys Si nous Frayassons dans la Blêmou Toufassons le sans-Kaba Notre wé est de Zier en Viémôgôni. Sans se Dégba Panpandra à la Gbonhité En magnérant foule dans la Siance Nikélé Le Djassa de djidji Frêssanhité. | Овај одељак би требало проширити . Можете помоћи додавањем садржаја . |
| [икона] | Овај одељак би требало проширити. Можете помоћи додавањем садржаја. |                                                                       |

## Правни статус националне химне
Члан 29 Устава Обале Слоноваче каже:

- Обала Слоноваче је по државном уређењу република, независна и суверена.
- Национално обележје је застава тробојка са наранџастом, белом и зеленом бојом које су поређане вертикално у пољима једнаке величине.
- Химна републике је „Песма Абиџана” (фр. L'Abidjanaise)
- Крилатица републике је: Јединство, дисциплина, рад (фр. Union, Discipline, Travail).
- Званични језик је француски.

Јануара 2012. године министар задужен за омладину и развој цивилне службе Обале Слоноваче Алан Лобоњон је на парламентарној церемонији предложио одрживост интонирања националне химне, првенствено предложено јула 1997. да би захтев био суспендован октобра 2000. године. „Песма Абиџана” би према том предлогу требало да буде интонирана сваког понедељка и сваког петка увече. Почетком септембра 2013. године, мера је била распрострањена на државне школе, где је настава са пет куплета националне химне постала императив. „Песма Абиџана” је у школама била обавезна још током 1980их година прошлог века, под вођством Бела Кеите и тадашњим министром образовања а касније првим председником независне Обале Слоноваче Феликсом Уфуе-Боањиом. Захтев да се учи национална химна Обале Слоноваче наилазимо још и у државама попут Француске, САД, Србије и Аустрије.